# Ильинское сельское поселение (Белгородская область)
Ильинское сельское поселение — упразднённое сельское поселение в Алексеевском районе Белгородской области.
Административный центр — село Ильинка.
Упразднено 19 апреля 2018 с преобразованием Алексеевского муниципального района в Алексеевский городской округ.

## География
Ильинское сельское поселение граничит с Иловским, Подсередненским, Хлевищенским, сельскими поселениями, городским поселением «город Алексеевка» Алексеевского района и Красногвардейским районом Белгородской области.

## Население
| 2010  | 2011  | 2012  | 2013  | 2014  | 2015  | 2016  |
| ----- | ----- | ----- | ----- | ----- | ----- | ----- |
| 1459  | ↘1455 | ↘1450 | ↘1443 | ↗1448 | ↘1435 | ↘1395 |
| 2017  | 2018  |       |       |       |       |       |
| ↘1374 | ↘1367 |       |       |       |       |       |

## Состав сельского поселения
| № | Населённый пункт | Тип населённого пункта       | Население |
| - | ---------------- | ---------------------------- | --------- |
| 1 | Игнатов          | хутор                        | ↗55       |
| 2 | Ильинка          | село, административный центр | ↘1308     |
| 3 | Сидоркин         | хутор                        | ↘96       |